# ドナテッロ (競走馬)
ドナテッロ (Donatello II) はイタリアの競走馬。イタリアの天才馬産家であるフェデリコ・テシオの傑作でデルビーイタリアーノ、ミラノ大賞典をはじめイタリア国内では無敵を誇った。
日本ではドナテルロと表記されることが多いが、本項では馬名の由来であるイタリアの彫刻家ドナテッロに合わせドナテッロとした。

## 概要
リボー、ネアルコと同じフェデリコ・テシオの生産で、この2頭に並ぶテシオ三大名馬の1頭に数えられている。競走成績、種牡馬成績共にこの2頭に次ぐ優秀なもので、2歳時には伊クリテリウムナショナル、伊グランクリテリウム等に勝ち1936年イタリア最優秀2歳馬に選ばれた。翌年もイタリア国内では無敗で、デルビーイタリアーノ、イタリア大賞、ミラノ大賞等に勝ち、フランスに遠征したパリ大賞典でも2着に入った。この年もイタリア最優秀3歳馬に選ばれている。パリ大賞典を最後に引退し、47500ポンドでイギリスに輸出された。
種牡馬としても優秀で、イギリスクラシック二冠馬クリペロ (Crepello) やイギリス長距離三冠馬アリシドン (Alycidon) などを輩出した。1953年にはイギリスリーディングブルードメアサイアーにも輝いている。直系子孫はネアルコやリボー系程の広がりはないがそれなりの広がりを見せ、日本では東京優駿優勝馬オペックホースなどがドナテッロの子孫に当たる。その他の子孫についてはブランドフォード系のDonatello II以下を参照されたい。

## 主な産駒
- アクロポリス / Acropolis（カツトップエースの母の父）
- アリシドン / Alycidon（イギリス長距離三冠）
- クレペロ / Crepello（1956年デューハーストステークス、1957年2000ギニー、ダービーステークス）
- マルティーニ / Martini（1959年カナディアンチャンピオンシップステークス）
- オレステス / Orestes（1943年ミドルパークステークス）
- ピクチャープレイ / Picture Play（1944年1000ギニー）
- スーパーテッロ / Supertello（1950年ゴールドカップ）

## 血統表
| ドナテッロの血統（ブランドフォード系 / St.Simon5×5.5.5=12.5%他） | ドナテッロの血統（ブランドフォード系 / St.Simon5×5.5.5=12.5%他） | ドナテッロの血統（ブランドフォード系 / St.Simon5×5.5.5=12.5%他） | （血統表の出典）       | （血統表の出典）  |
| 父 Blenheim 1927 黒鹿毛                                          | 父の父Blandford 1919 黒鹿毛                                      | Swynford                                                         | John o'Gaunt           | John o'Gaunt      |
| 父 Blenheim 1927 黒鹿毛                                          | 父の父Blandford 1919 黒鹿毛                                      | Swynford                                                         | Canterbury Pilgrim     |                   |
| 父 Blenheim 1927 黒鹿毛                                          | 父の父Blandford 1919 黒鹿毛                                      | Blanche                                                          | White Eagle            | White Eagle       |
| 父 Blenheim 1927 黒鹿毛                                          | 父の父Blandford 1919 黒鹿毛                                      | Blanche                                                          | Black Cherry           |                   |
| 父 Blenheim 1927 黒鹿毛                                          | 父の母Malva 1919 黒鹿毛                                          | Charles o'Malley                                                 | Desmond                | Desmond           |
| 父 Blenheim 1927 黒鹿毛                                          | 父の母Malva 1919 黒鹿毛                                          | Charles o'Malley                                                 | Goody Two-Shoes        |                   |
| 父 Blenheim 1927 黒鹿毛                                          | 父の母Malva 1919 黒鹿毛                                          | Wild Arum                                                        | Robert Le Diable       | Robert Le Diable  |
| 父 Blenheim 1927 黒鹿毛                                          | 父の母Malva 1919 黒鹿毛                                          | Wild Arum                                                        | Marliacea              |                   |
| 母 Delleana 1925 栗毛                                            | 母の父Clarissimus 1913 栗毛                                      | Radium                                                           | Bend Or                | Bend Or           |
| 母 Delleana 1925 栗毛                                            | 母の父Clarissimus 1913 栗毛                                      | Radium                                                           | Taia                   |                   |
| 母 Delleana 1925 栗毛                                            | 母の父Clarissimus 1913 栗毛                                      | Quintessence                                                     | St.Frusquin            | St.Frusquin       |
| 母 Delleana 1925 栗毛                                            | 母の父Clarissimus 1913 栗毛                                      | Quintessence                                                     | Margarine              |                   |
| 母 Delleana 1925 栗毛                                            | 母の母Duccia di Buoninsegna 1920                                 | Bridge of Earn                                                   | Cyllene                | Cyllene           |
| 母 Delleana 1925 栗毛                                            | 母の母Duccia di Buoninsegna 1920                                 | Bridge of Earn                                                   | Santa Brigida          |                   |
| 母 Delleana 1925 栗毛                                            | 母の母Duccia di Buoninsegna 1920                                 | Dutch Mary                                                       | William the Third      | William the Third |
| 母 Delleana 1925 栗毛                                            | 母の母Duccia di Buoninsegna 1920                                 | Dutch Mary                                                       | Pretty Polly F-No.14-c |                   |